# Paul Bacher

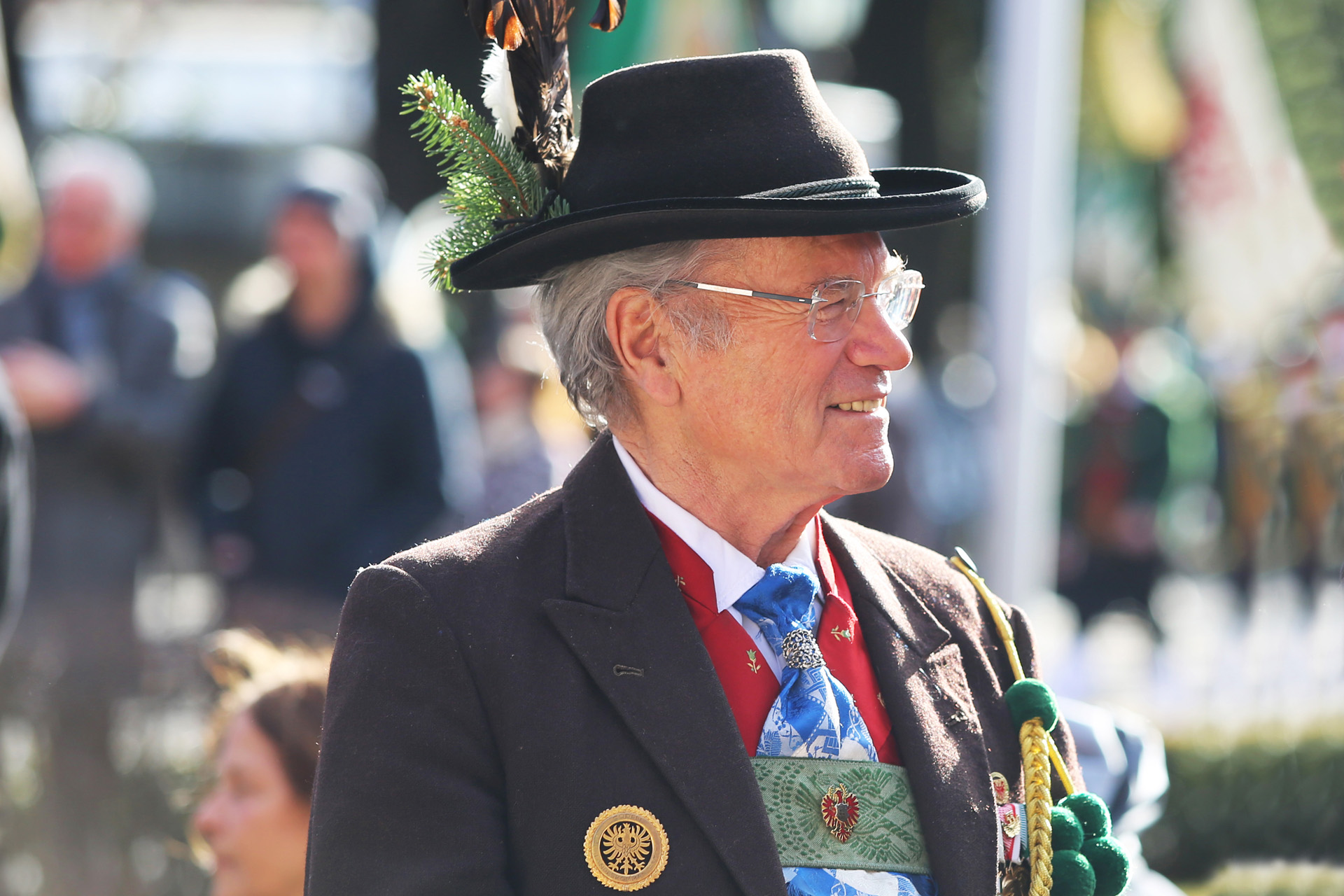
Paul Bacher (2018)

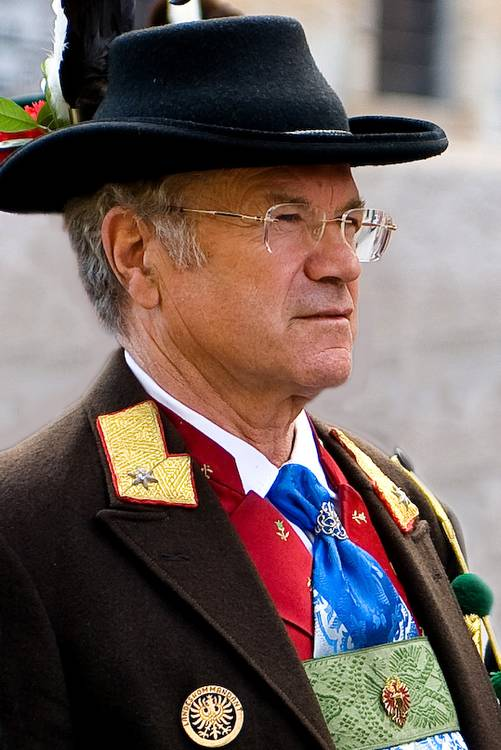
Paul Bacher (2009)

Paul Bacher (* 19. Mai 1937 in Bozen; † 17. Februar 2023 in Bozen) ist ein ehemaliger Landeskommandant des Südtiroler Schützenbunds.

## Leben
Bachers Vater Josef wurde am 20. Dezember 1900 in Feldthurns geboren, war von Beruf Bäckermeister, rückte als 14-jähriger Knabe freiwillig bei den K.u.K. Standschützen – Btl.Klausen 1. Kompanie 2. Zug – ein und diente dort vom 19. Mai 1915 bis zum 3. November 1918 – bestätigt vom Tiroler Landesarchiv.
Seine Mutter Imelda Liedl wurde am 5. März 1914 in Tramin geboren.
Paul Bacher besuchte 1941 in Bozen-Dorf den „Katakombenkindergarten“ (deutsche Kindergärten waren in der Zeit des Faschismus in Südtirol verboten), übersiedelte für kurze Zeit mit seiner Familie 1943 nach Sarnthein und absolvierte dort die Volksschule. Zurück in Bozen, besuchte er die Bürger- bzw. Handels- und Vorbereitungsschule und von 1952 bis 1954 in Feldkirch (Vorarlberg) die zweijährige Handelsschule.
1955 begann er die Lehre in der elterlichen Bäckerei/Konditorei und wurde 1958 Vorstandsmitglied der Südtiroler Bäckerinnung. Nach der Gesellen- und Meisterprüfung übernahm er im Jahre 1973 den elterlichen Betrieb und wurde von 1985 bis 1990 Landesobmann der Südtiroler Bäckerinnung.
Da seine Töchter kein Interesse an der Weiterführung des Familienbetriebes hatten, gab er diesen 1990 an die Franziskaner-Bäckerei ab.
Von 1990 bis 1993 war er Geschäftsführer des Südtiroler Sportvereins Bozen, von 1995 bis 2005 Bozner Stadtviertelrat von Zentrum-Bozner Boden-Rentsch und ab 1993 freiberuflicher Kontrolleur des Qualitätszeichens Südtirol für Brot und Konditoreiprodukte.
Von 2001 bis 2019 war er Präsident der „Kofler Stiftung“, die ein deutsches Mädchenheim und einen Kindergarten in Bozen betrieb.
Als Sportbegeisterter erwarb Paul Bacher 32 Mal das Deutsche Sportabzeichen in Gold und 13 Mal das österreichische Sportabzeichen in Gold, spielte in einer Altherren-Fußballmannschaft, beteiligte sich an mehreren Skirennen in Oberitalien und Tirol, und geht heute noch gerne Schwimmen und Bergwandern.
Die Schützentätigkeit Paul Bachers begann im Jahr 1959 bei der Schützenkompanie "Major Josef Eisenstecken" Gries, wo er als Kassier, Leutnant und von 1975 bis 1993 als Hauptmann tätig war.
Während dieser Zeit organisierte seine Kompanie 1976 das große Bezirksschützenfest in Bozen, mit über 4000 Teilnehmern, und 1979 das 2. Landes- und Alpenregionsfest der Schützen, mit über 6000 Teilnehmern, in Bozen.
Am 20. Februar 1977 besuchte er mit seiner Kompanie die Erschießungsstätte Andreas Hofers und wurde von den höchsten Vertretern der Stadt Mantua empfangen, weil zum ersten Mal nach Ende des Ersten Weltkriegs eine Südtiroler Schützenkompanie in voller Stärke in Mantua auftrat.
Anlässlich des 1. Alpenregionstreffens in Mutters und der Eröffnung 175. Jubiläum in Innsbruck vertrat seine Schützenkompanie offiziell den Südtiroler Schützenbund. Unter seiner Leitung beteiligte sich die Kompanie an der Restaurierung von Kirchen, Kapellen und Wegkreuzen, an verschiedenen sozialen Einsätzen, etwa mit Spenden von Sparbüchern an Kinder im Kinderdorf Brixen, Geschenken an die Behindertenwerkstätte in Bozen und der Organisation des „Bozner Seniorenabends“ für betagte Bürger der Stadt.
Im Jahre 1992 gelang Bacher die Anmietung mehrere Räumlichkeiten in Bozen/Gries, die seitdem als Schützenheim benützt werden.
Im Mai 1992 ernannte die Bundesleitung des Südtiroler Schützenbundes Paul Bacher zu ihrem Bundeskassier, und von 2001 bis 2011 bekleidete er das Amt des Landeskommandanten des Südtiroler Schützenbundes. Nach seiner 19-jährigen Tätigkeit im Südtiroler Schützenbund (neun Jahre Bundeskassier bzw. Bundesmajor, zehn Jahre Landeskommandant) gab er sein Amt am 30. April 2011 an Elmar Thaler ab, den bisherigen Bundesgeschäftsführer.
Paul Bacher ist Ehrenkommandant der Schützenkompanie "Mjr. Josef Eisenstecken" Gries, Träger der Verdienstmedaille des Landes Tirol und des Verdienstkreuzes des Landes Tirol.

## Auszeichnungen
- 1984 „Silberne Verdienstmedaille“ des Südtiroler Schützenbundes
- 1992 Verdienstmedaille des Landes Tirol für Verdienste als Hauptmann der Schützenkompanie "Mjr. Josef Eisenstecken" Gries
- 1993 Ehrenhauptmann der Schützenkompanie Mjr. Josef Eisenstecken Gries
- 2003 Verdienstkreuz des Landes Tirol für Verdienste um das Südtiroler Schützenwesen
- 2004 „Silberne Verdienstmedaille“ des Bundes der Bayrischen Gebirgsschützen
- 2004 Ritterorden vom Heiligen Sebastian in Europa
- 2006 „Maximiliankreuz“für Verdienste um die Alpenregion der Schützen verliehen vom Bund der Tiroler Schützen
- 2011 Andreas-Hofer-Bund-Preis 2011 für Nordtirol
- 2012 „Verdienstmedaille in Gold“ des Südtiroler Schützenbundes[1]
- 2012 Ernennung zum Ehrenlandeskommandanten des Südtiroler Schützenbund[2]